# Kaiserhof Victoria

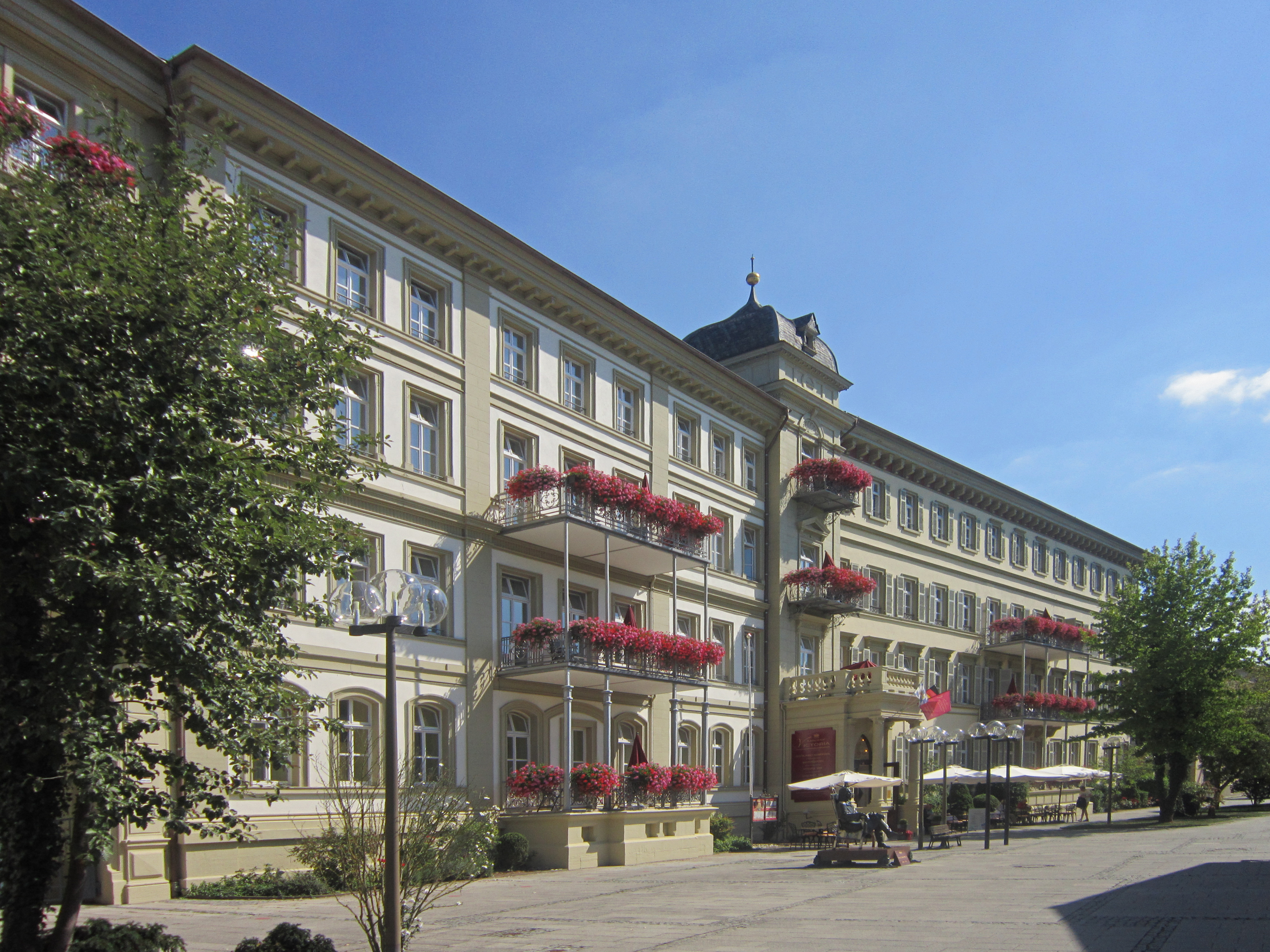
Der Kaiserhof Victoria in Bad Kissingen

Der Kaiserhof Victoria ist eine Hotelanlage in Bad Kissingen, im unterfränkischen Landkreis Bad Kissingen. Der Kaiserhof Victoria gehört zu den Bad Kissinger Baudenkmälern und ist unter der Nummer D-6-72-114-4 in der Bayerischen Denkmalliste registriert.

## Geschichte
Der Gebäudekomplex entstand aus zwei Gebäudeeinheiten, Am Kurgarten 5 und 7, die im klassizistischen Stil errichtet wurden. Der Kaiserhof Victoria gehört mit dem Haus Collard Am Kurgarten, dem Westendhaus in der Bismarckstraße, dem Ballinghaus in der Martin-Luther-Straße und dem Haus Boxberger in der Unteren Marktstraße zu den markanten Biedermeier-Bauten des Ortes.

### Hotel Karl von Hess

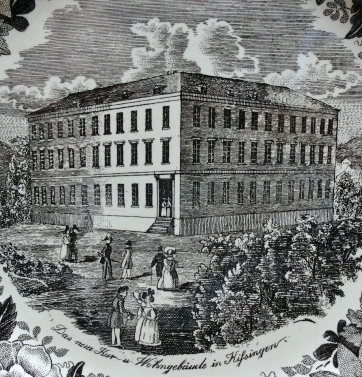
Das Hotel „Karl von Hess“ (1840)

Das an der Ecke Kurhausstraße 7/Schloßstraße gelegene Hotel Karl von Hess entstand in den Jahren 1835/36. Bauherr des dreigeschossigen Anwesens war der aus Fulda stammende und in Hammelburg ansässige Privatier und Stiftungsgründer Karl von Hess; verantwortlicher Architekt war Johann Gottfried Gutensohn. Entgegen der später einsetzenden Überlieferung schrieb sich Bauherr Karl von Hess nicht mit „C“, sondern mit „K“. Während seiner Nachforschungen zu Karl von Hess stieß Kreisheimatpfleger Werner Eberth auf entsprechende Dokumente, darunter ein eigenhändiges, mit „Karl von Hess“ unterzeichnetes Testament.
Basierend auf einer Anordnung des Kissinger Landrichters Julius von Rutenhan aus dem Jahr 1839, wonach jedes Anwesen im Ort einen Namen zu erhalten habe, nannte Karl von Hess sein Kurhotel Hôtel vis à vis Ragoczy. Diese Benennung wurde jedoch wenige Monate später wieder rückgängig gemacht, da sie das Missfallen von König Ludwig I. erregte.
Das benachbarte Krugmagazin ist im Jahr 1839 entstanden. Bis 1851 war es üblich, dass die in einem Reservoir am Kurgarten bereitgestellte Sole durch Knechte und Mägde mittels Butten geschöpft und auf Pferdefuhrwerken in die umliegenden Pensionen und Privathäuser gebracht worden ist. Das Hess’sche Kurhotel wurde durch den ab 5 Uhr in der Früh verursachten Lärm, das Pferdegetrappel und den Dreck beeinträchtigt. Abhilfe konnte erst 1850 geschaffen werden, als der damalige Salineninspektor Joseph (von) Knorr (1809–1890) die Aufgabe erhalten hatte, in der heutigen Salinenstraße 8 auf der „grünen Wiese“ ein Reservoir bauen zu lassen, das die effiziente Füllung der Fasswagen zulassen sollte. Dieses sogenannte Solereservoir ist 1851 in Betrieb gegangen. Bei Herrn Eberth wird das denkmalgeschützte Bauwerk „Soletankstelle“ genannt, was die Zweck gut umschreibt.
Prominente Gäste des Hotels waren beispielsweise Königin Pauline von Württemberg (im Jahr 1858) sowie die als Sisi bekannte österreichische Kaiserin Elisabeth, die es im Jahr 1862 zunächst allein und 1864 (zur so genannten „Kaiser-Kur“) gemeinsam mit ihrem Gatten Franz Joseph I. besuchte (siehe auch Abschnitt „Gästeliste“). Aus Anlass des Besuches von Kaiserin Elisabeth und ihrem Gatten Kaiser Franz Joseph I. im Jahr 1865 fertigte der in Kissingen ansässige Bildhauer Michael Arnold eine Willkomm-Pforte an, die in Höhe des benachbarten Krugmagazins aufgestellt wurde. Im Stadtarchiv Bad Kissingen hat sich unter dem Vorgang B 9 „Besuch des Bades durch Allerhöchste Herrschaften und andere Persönlichkeiten“ ein farbiger Entwurf Arnolds erhalten. Nach einem Nachruf des protestantischen Pfarrers Kai Wiesinger wurde Arnold von Kaiserin Elisabeth aus Dank zum Essen eingeladen und erhielt möglicherweise auch ein Dankesgeschenk von der Kaiserin.
Als Karl von Hess im Jahr 1872 starb, übernahm Heinrich Culmbacher aus Meiningen das Hotel für einen Kaufpreis von 140000 Gulden. Auch der aus dem niederländischen Venlo stammende Gustav Collard, Teilhaber des benachbarten Russischen Hofes (heutige Anschrift: Kurhausstraße 9) und später Eigentümer des Hauses Collard (Am Kurgarten 6), hatte sich an einem Kauf interessiert gezeigt, jedoch als zu zögerlich erwiesen. Culmbacher benannte das Hotel in Hotel Victoria um und stockte es um ein Stockwerk auf. Ferner ergänzte er es an der Rückseite um einen Anbau mit Speisesaal, der im Jahr 1893 bei einem Umbau abgerissen wurde.

### HotelKaiser
Das in nördlicher Richtung neben dem 1835/36 erbauten Kurhotel Karl von Hess gelegene Hotel Kaiser entstand in den Jahren 1839/40 auf Veranlassung von Cornelius Heile, nachdem sich Karl von Hess, der Besitzer des Nachbarhotels, vergeblich um den Erwerb des Baugrundstücks bemüht hatte. Das Hotel Kaiser wurde mit vier Geschossen ein Stockwerk höher gebaut als das Hess’sche dreigeschossige Hotelgebäude.
Um 1873 gab Cornelius Heile den Kurbetrieb im Hotel Kaiser auf. Neuer Eigentümer wurde Johann Kaiser, der es im Jahr 1881 in Kaiserhof umbenannte.
Am 21. April 1884 übernahmen Wilhelm Todt und sein Bruder den Kaiserhof. Unter ihrer Verwaltung wurde das Hotel im Jahr 1887 an das öffentliche Kanalnetz angeschlossen. Es entstand ein Akkumulatorenraum für die eigenständige Stromversorgung, doch erst 1897/98 wurde die Hotelanlage mit elektrischem Licht ausgestattet. Das Wirtschaftsgebäude in der Schlossstraße wurde aufgestockt und mit zwei Verandatürmen versehen. Wegen Baufälligkeit musste das Wirtschaftsgebäude jedoch während der Umbauarbeiten im Jahr 1993 abgetragen werden.

### Die „Kaiser-Kur“ von 1864

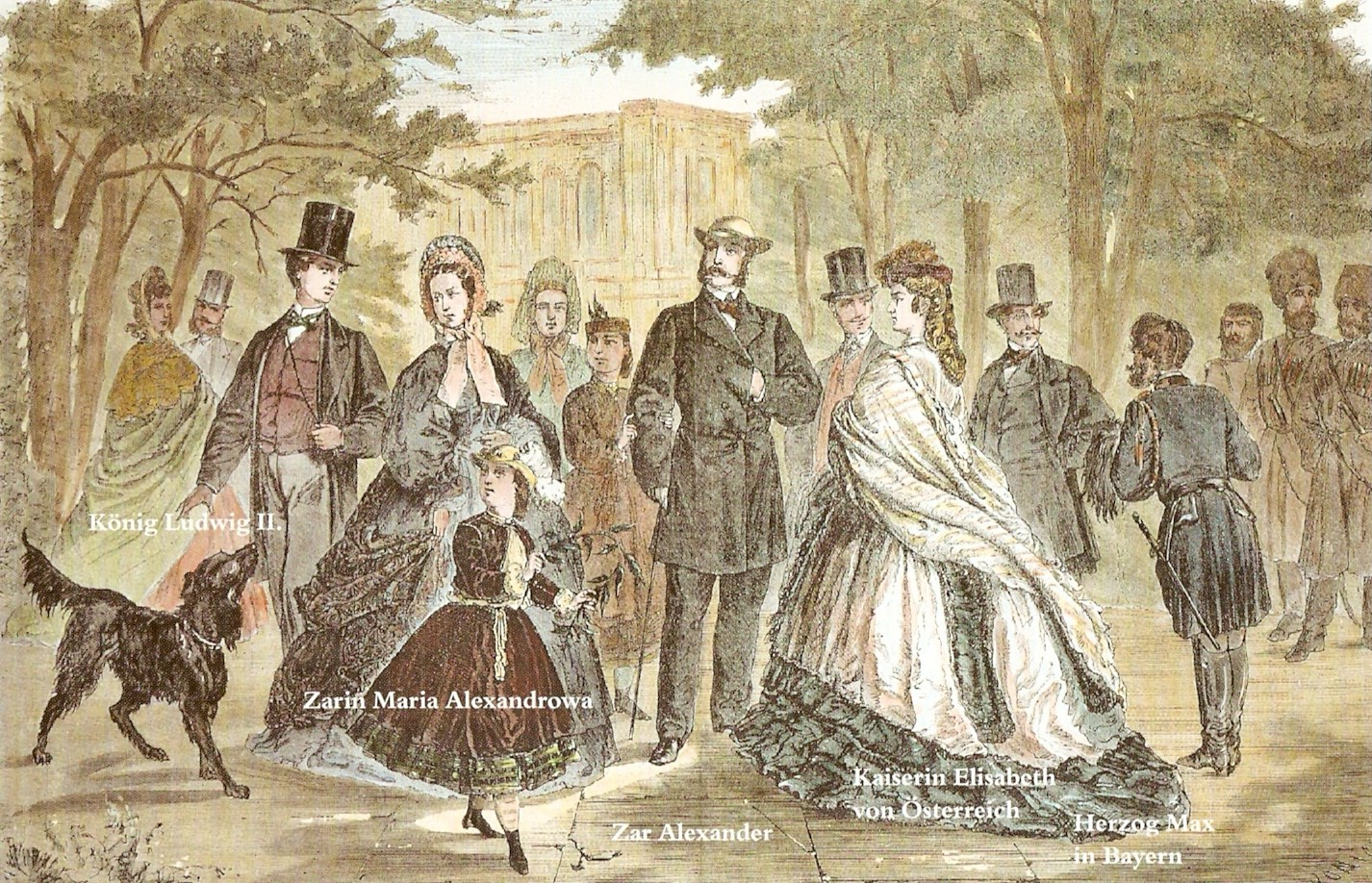
„Kaiser-Kur“ von 1864 (von links: König Ludwig II. von Bayern, Zarin Maria Alexandrowa, ihr Ehemann Zar Alexander II., Kaiserin Elisabeth und Herzog Max in Bayern)

Kaiserin Elisabeths Kuraufenthalt von 1864, als sie mit ihrem Ehemann Franz Joseph I. Karl von Hess logierte, ist als „Kaiser-Kur“ bekannt. Im Rahmen der „Kaiser-Kur“ traf sich das österreichische Kaiserpaar Elisabeth und Franz Joseph I. mit dem russischen Zarenpaar Alexander II. und Marija Alexandrowna (später kam Zarewitsch Nikolai Alexandrowitsch Romanow hinzu), Elisabeths Schwester Marie, Königin beider Sizilien, sowie mit dem bayerischen Ludwig II. (Elisabeths Cousin). König Ludwig fungierte hierbei als Gastgeber des österreichischen Kaiser- beziehungsweise des russischen Zarenpaares.
Karl von Württemberg, König von Württemberg, kam mit seiner Ehefrau Olga und besuchte den russischen Zaren Alexander II. (Olgas Bruder).

### Zusammenlegung zumKaiserhof Victoria

#### Anfänge des neuenKaiserhof Victoria

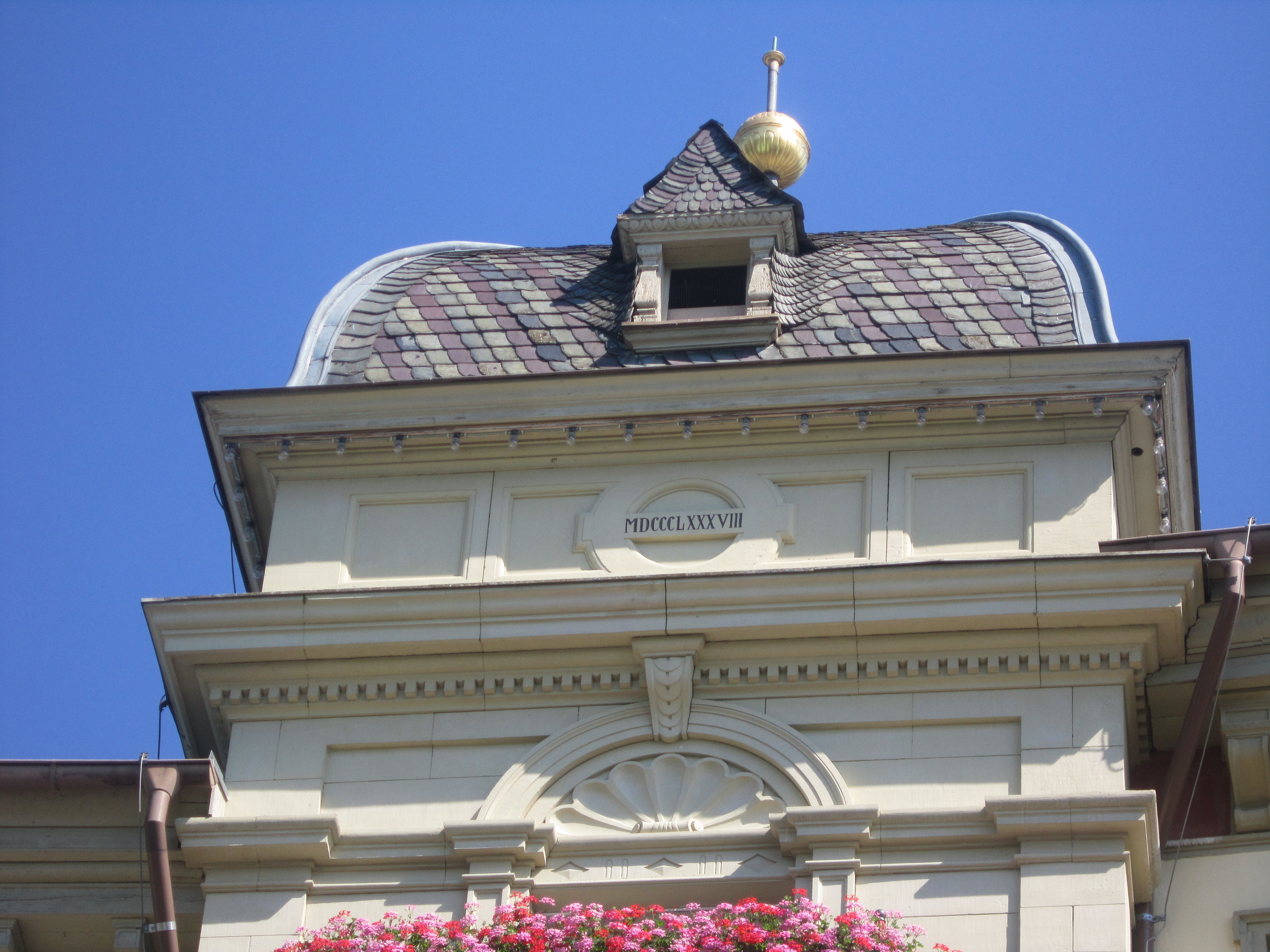
Plakette am Verbindungsturm mit dem Jahr der Zusammenlegung („MDCCCLXXXVIII“ = 1888)

Die Zusammenlegung der Hotels Kaiserhof und Victoria zum Kaiserhof Victoria fand unter den neuen Eigentümern, den Gebrüdern Todt, im Jahr 1888 statt. Zwischen beide Häuser baute der Architekt Carl Krampf einen Verbindungsturm mit einem neuen Haupteingang; die bisherigen Eingänge wurden 1888 am Kaiserhof und 1900 an der Victoria zu Balkonen umgebaut.

#### Georg Liebscher
Am 31. Juli 1899 wurde Hotelier Georg Liebscher (1855–1916) aus München, der dort das Central-Bahnhof-Hotel betrieb, Besitzer des neuen Hotelkomplexes. Er erwarb das nach Norden in Richtung Martin-Luther-Straße gelegene, dreigeschossige Nachbarhotel (heute Martin-Luther-Straße 9) und gliederte es an den Kaiserhof Victoria an, womit die Hotelanlage während seiner Ära den größten Umfang hatte. Eine optische Harmonisierung der drei Hotels fand mit Anbau von Eisenbalkonen und dem Säulenvorbau am Haupteingang im Jahr 1924 statt.
Der an der Rückseite gelegene Speisesaal wurde 1904 mit einem Wintergarten ergänzt; im Jahr 1912 entstand ein Palmengarten. Im Jahr 1914 beabsichtigte Georg Liebscher, den an der Martin-Luther-Straße gelegenen Trakt (ehemaliges Hotel Hemmerich/Hailmann, Martin-Luther-Straße 9) um ein viertes Stockwerk zu erweitern, zog den Bauantrag aber am 15. Juli 1914 wieder zurück.

#### Georg Friedrich Liebscher
Georg Liebscher starb im Jahr 1916 im Alter von 61 Jahren, seine Ehefrau Bertha Liebscher, geb. Jais, im Jahr 1918 im Alter von 58 Jahren. Ihre beiden Kinder Georg Friedrich und Wilhelmine Bertha Liebscher übernahmen das Hotel gemeinsam, wobei es überwiegend von Georg Friedrich Liebscher geführt wurde. Im Jahr 1923 heiratete Wilhelmine Liebscher den Polizeioffizier Ludwig Joseph Dittmeyer, dessen Familie Georg Friedrich Liebscher bei der Führung des Hotels unterstützte. Die Modernisierungskosten für die Fremdenzimmer in Höhe von 280.000 Reichsmark sowie die Inflation zwangen Liebscher, den an der Martin-Luther-Straße 9 (ehemaliges Hotel Hemmerich/Hailmann) gelegenen Hoteltrakt im Jahr 1936 an die Bayerische Vereinsbank zu veräußern.
Im Jahr 1931 logierte der jüdische Großhändler und Philanthrop Michael Nassatisin im Kaiserhof Victoria. Wenige Tage nach seiner Ankunft starb er am 9. August 1931 im Alter von 54 Jahren. Nachdem er zunächst auf dem jüdischen Friedhof von Bad Kissingen bestattet worden war, wurde sein Leichnam nach London überführt; sein jetziger Bestattungsort ist unbekannt.

#### Die Situation zwischen dem Ersten und dem Zweiten Weltkrieg
Nach der Ermordung der russischen Zarenfamilie im Jahr 1918 sowie der folgenden Oktoberrevolution kamen bis 1989 praktisch keine Gäste aus dem europäischen Osten mehr. Nun kamen die Gäste zum Großteil aus westlichen Ländern sowie aus Übersee. Schon in den 1920er Jahren kamen verstärkt Mitglieder einer neuen sozialen Mittelschicht wie Bankiers, Beamte, Politiker, Privatiers, Angestellte und Arbeiter zur Kur. Dies äußerte sich auch, indem Kurbetriebe von Sozialversicherungsträgern sowie auch „Mittelstandssanatorien“ entstanden. Dennoch gingen in der Folgezeit, bedingt durch Weltwirtschaftskrise und Zweiter Weltkrieg, die Gästezahlen zurück und erreichten im Jahr 1945 einen Nullpunkt.
Bis zum Kriegsende wurde der Kaiserhof Victoria als Altersheim mit Heimbewohnern aus Nordrhein-Westfalen genutzt. Als am 7. April 1945 während des Zweiten Weltkrieges die amerikanischen Streitkräfte Bad Kissingen erreichten, wurde das Hotel konfisziert; die Familie Liebscher/Dittmeyer musste es innerhalb von 48 Stunden verlassen und durfte erst im Jahr 1947 zurückkehren.

#### Nach dem Zweiten Weltkrieg
Im Jahr 1951 verpachtete die Familie Liebscher/Dittmeyer das Hotel als Kur- und Erholungsheim an den Landesverband der Arbeiterwohlfahrt Bayern. Georg Friedrich Liebscher verkaufte im Jahr 1963 seinen Erbanteil in Höhe von 50 % den Landesverband der Arbeiterwohlfahrt. Die zweite Hälfte des Hotels erwarb der Bezirksverband Unterfranken der Arbeiterwohlfahrt im Jahr 1981 von den beiden Töchtern des Ehepaares Dittmeyer, Waltraud Baum und Marion Küppers. Unter Volker von Truchseß, dem damaligen Vorsitzenden der Arbeiterwohlfahrt, wurde der Kaiserhof Victoria mit einem finanzielle Aufwand von 7.000.000 DM renoviert und in ein Luxushotel umgestaltet. Die Restaurierung wurde von der Architektengemeinschaft Karl Löwenheim und Rudolf Ress durchgeführt. Nachdem ein fünfjähriger Belegungsvertrag mit der Bundesversicherungsanstalt für Angestellte dem Hotel umfangreichen Zulauf gebracht hatte, konnten die Kosten der Renovierung jedoch nicht mehr gedeckt werden, was die Pläne zur Umgestaltung zu einem Luxushotel unmöglich machte.
Im Jahr 1993 wurde der Investor Rudi May neuer Eigentümer des Kaiserhof Victoria und wandelte es in eine Rheuma-Fachklinik um. Die diesbezüglichen Umbau- und Erweiterungsarbeiten wurden mit Mays Firmen-Gruppe „Allbau“ nach einem Konzept des Klinikbetreibers Eugen Rühle aus Bad Urach sowie nach den Plänen der Stuttgarter Architekten Kerler-Armesöder-Braun durchgeführt. In diesem Zusammenhang wurde die von Carl Krampf um 1900 im Park angelegte Remise durch einen Bettentrakt ersetzt; zudem wurde das Anwesen um das ehemalige Sanatorium Dr. Dietz in der Schloßstraße 6 ergänzt. Die in Kurklinik Victoria GmbH umbenannte Einrichtung schloss einen Belegungsvertrag mit der DAK-Gesundheit.
Nachdem die Klinik im Rahmen der Gesundheitsreform ihren Betrieb einstellen musste, wurde das Anwesen von der Hotel Kaiserhof Victoria GmbH wieder in ein Luxushotel umgewandelt und ist seit Dezember 2008 als Kaiserhof Victoria in Betrieb.

## Architektur

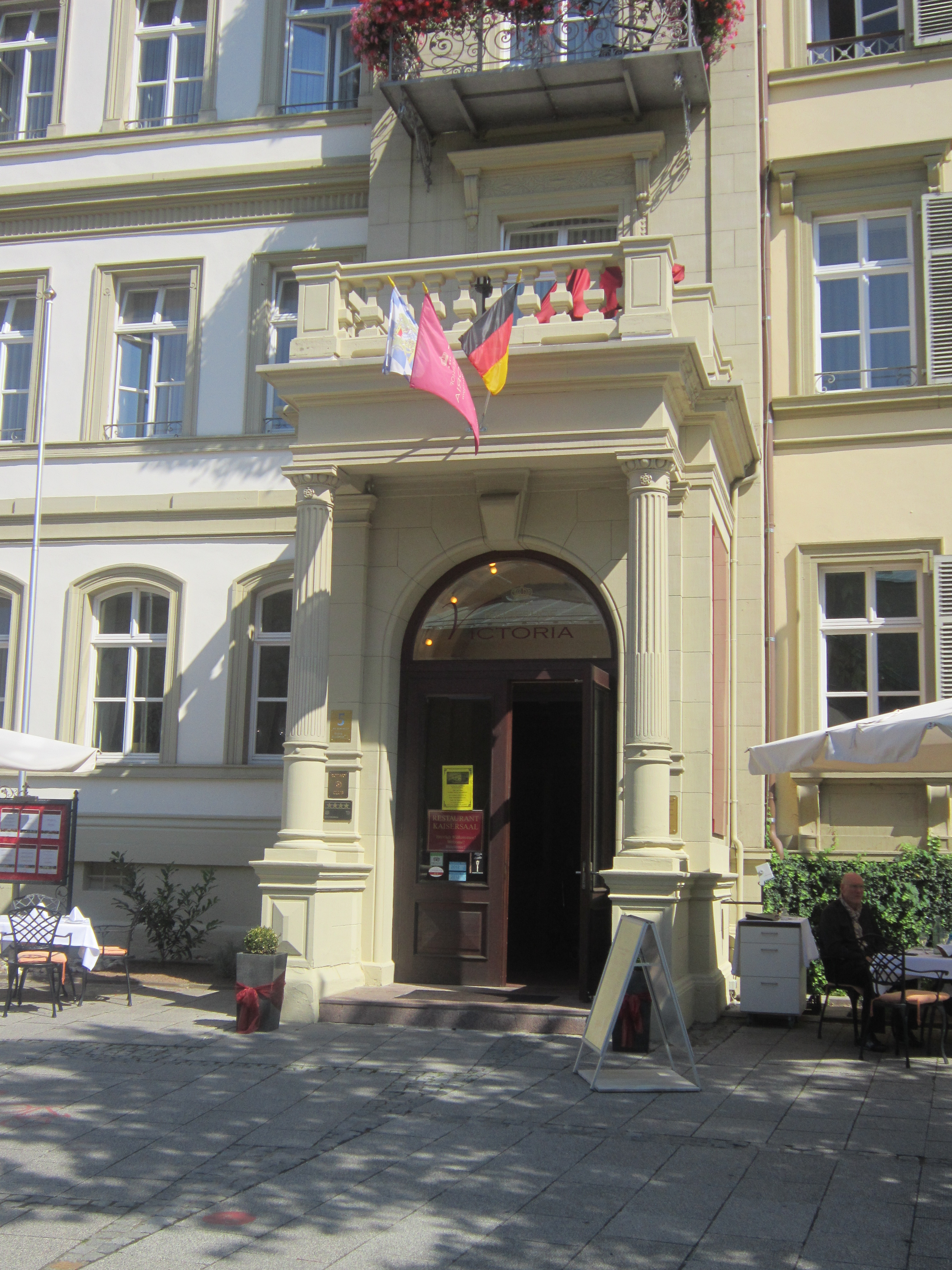
Verbindungsturm (1888) des heutigen „Kaiserhof Victoria“

Geschosstrennende Gurtgesimsen und Brüstungsbänder unterteilen die linke (nördliche) Hälfte des heutigen „Kaiserhof Victoria“, das frühere „Haus Kaiser“, in der Horizontalen. Die zwei breiten Flachlisenen wiederum unterteilen die Fassade in der Vertikalen in 3x3 Achsen. In dieser Form handelt es sich dabei um die Originalfassade von 1839/40; lediglich die Eisenbalkons wurden später ergänzt. Bei der ehemaligen Hauseinfahrt des früheren „Hauses Kaiser“ handelt es sich um eine stichbogige Dreierarkade in der Mittelachse des Erdgeschosses.
Die rechte (südliche) Hälfte des heutigen „Kaiserhof Victoria“, das frühere „Hotel Carl von Hess“, war ursprünglich zweigeschossig – das heutige Obergeschoss wurde im Jahr 1873 ergänzt – sowie mit einem Haupteingang versehen, zu dem eine weitläufige Freitreppe führte und der mit einem Balkon bekrönt war. Das zurückhaltend gegliederte Gebäude gehörte wohl zu den vornehmsten klassizistischen Bauten des biedermeierlichen Bad Kissingens.
Mit der Errichtung des Verbindungsturmes im Jahr 1888 durch Architekt Carl Krampf erhielten beide Hotelgebäude einen gemeinsamen Hoteleingang. Der schmückende Säulenvorbau entstand jedoch erst später im Jahr 1924.
Der ehemalige Vordereingang führt in ein Vestibül, das von vier Freipfeilern untergliedert und mit dunklen Vertäfelungen ausgestattet ist. Das Vestibül führt zum rückwärtigen Flügel mit dem Palmengarten, dem Roten Saal, dem Festsaal sowie dem Wintergarten als Repräsentationsräume. Der Palmengarten ist mit Glasdecken und Stuckdekorationen des Neurokoko (jetzt neuer Haupteingang) ausgestattet. Eine Treppe führt zum aufgrund der Hanglage etwas erhöht liegendem Roten Saal mit seiner bemalten Decke. Der Festsaal ist mit Originallüster und Jugendstil-Ledertapete im Brüstungsbereich ausgestattet. Der Wintergarten verfügt über große, durch Glasmalerei belebte Fensteröffnungen.
Bei den Restaurierungen von 1982–1986 sowie 1993–1995 wurden die Wanddekorationen freigelegt sowie ergänzt. Die mit gründerzeitlichen Stuckdekorationen versehene Haupttreppe befindet sich in der Mitte des Südbaus.

## Gästeliste
Folgende Persönlichkeiten waren Gäste im Kaiserhof Victoria beziehungsweise dessen beiden Vorgängerhotels.
Die Persönlichkeiten pflegten ihren Besuch zuweilen unter einem Pseudonym („inkognito“) zu absolvieren, was Heimatforscher Edi Hahn zu der Feststellung veranlasste, dass es für eine berühmte Persönlichkeit schwer sei, die Anonymität unter dem Pseudonym lange aufrechtzuerhalten. Wie Kreisheimatpfleger Werner Eberth jedoch erklärte, sollte das Pseudonym den adeligen Persönlichkeiten ermöglichen, den Aufenthalt ohne die sonst üblichen protokollarischen Zwänge zu absolvieren.
| Datum                                  | Kurl.-Nr. | Titel und Name | Foto | Hotel                                                                |
| -------------------------------------- | --------- | --- | ---- | -------------------------------------------------------------------- |
| 10. Juni 1857                          | 591       | Graf von Clam-Gallas mit Gräfin von Clam-Gallas |      | Karl von Hess                                                        |
| 1. Juni 1858                           | 304       | Königin Pauline von Württemberg (unter dem Pseudonym „Gräfin von Teck“) Prinzessin Catharine von Württemberg (unter dem Pseudonym „Gräfin Catharine von Teck“) |      | Karl von Hess                                                        |
| 16. Mai 1861                           | 64        | Friedrich Wilhelm I., Kurfürst von Hessen (unter dem Pseudonym „Herr Graf von Hanau“) |      | Karl von Hess                                                        |
| 2. Juni 1862                           | 517       | Kaiserin Elisabeth von Österreich-Ungarn (unter dem Pseudonym „Gräfin von Hohenembs“) mit Generalmajor Alfred von Königsegg-Aulendorf, dessen Ehefrau Paula Gräfin Königsberg-Aulendorf, geb. Gräfin Bellegarde, Hofrath Dr. Fischer, Elisabeths Hofdame Caroline Gräfin von Hunyady                                                                                   |      | Karl von Hess                                                        |
| 16. Juni 1863                          | 1307      | Kaiser Franz Joseph I. und Kaiserin Elisabeth von Österreich-Ungarn (unter den Pseudonymen „Herr Graf und Frau Gräfin von Hohenembs“) |      | Karl von Hess                                                        |
| 2. Mai 1863                            | 55        | Gertrude von Hanau, Gattin von Friedrich Wilhelm I. mit ihrer Schwiegertochter, Prinzessin Wilhelm von Hessen-Philippsthal-Barchfeld |      | Hotel Kaiser (Gertrude von Hanau) Karl von Hess (Prinzessin Wilhelm) |
| 17. Mai 1863                           | 207       | Friedrich Wilhelm I., Kurfürst von Hessen (unter dem Pseudonym „Herr Graf von Hanau“) |      | Karl von Hess                                                        |
| 17. Mai 1863                           | 208       | Seine Erlaucht Herr Bruno Graf zu Ysenburg und Büdingen mit Gemahlin |      | Hotel Kaiser                                                         |
| 22. Juni 1863                          | 1579      | Seine Hoheit Leopold von Sachsen-Coburg und Gotha mit Gemahlin und Baronin Buttenstein mit Familie |      | Hotel Kaiser                                                         |
| 16. Juni 1864 so genannte „Kaiser-Kur“ | 1415      | Kaiser Franz Joseph I. und Kaiserin Elisabeth von Österreich-Ungarn (unter den Pseudonymen „Herr Graf und Frau Gräfin von Hohenembs“) mit den Grafen Folliot de Crenneville, Alfred von Königsegg-Aulendorf, Prinz Constantin zu Hohenlohe-Schillingsfürst, Fürstin Helene von Thurn und Taxis sowie den Gräfinnen Caroline von Hunyady und Paula Königsberg-Aulendorf |      | Karl von Hess                                                        |
| 2. Juli 1865                           | 1972      | Kaiserin Elisabeth von Österreich-Ungarn (unter dem Pseudonym „Gräfin von Hohenembs“) mit Generalmajor Alfred von Königsegg-Aulendorf, dessen Ehefrau Paula Gräfin Königsberg-Aulendorf, geb. Gräfin Bellegarde, Elisabeths Hofdame Caroline Gräfin von Hunyady, Leopold Ritter Bayer von Mörthal                                                                      |      | Karl von Hess                                                        |
| 16. Juli 1867                          | 2741      | Ihre königliche Hoheit Gertrude von Hanau, Gattin von Friedrich Wilhelm I. (unter dem Pseudonym „Fürstin von Hanau“) |      | Karl von Hess                                                        |
| 18. Juni 1867                          | 2936      | Fürst Jussupow, Kammerherr und wirklicher Geheimrath seiner Majestät des Kaisers von Russland, mit Gemahlin |      | Hotel Kaiser                                                         |
| 19. August 1867                        | 4103      | Herzogin Duchess of Buccleuch mit Lady Margret, Mary Scott, Lord Henry Scott |      | Hotel Kaiser                                                         |
| 10. Juni 1868                          | 1193      | Ihre kaiserliche Hoheit die durchlauchtigste Frau Erzherzogin Elisabeth von Österreich |      | Karl von Hess                                                        |
| 7. Juli 1868                           | 2419      | Seine kaiserliche Hoheit Erzherzog Karl Ferdinand von Österreich |      | Karl von Hess                                                        |
| 5. August 1868                         | 3727      | Seine königliche Hoheit der Großherzog Ludwig III. von Hessen und bei Rhein |      | Hotel Kaiser                                                         |
| 16. Juni 1869                          | 1495      | Seine Hoheit der Herzog Ernst I. von Sachsen-Altenburg |      | Hotel Kaiser                                                         |
| 16. Juli 1870                          | 2880      | Ihre kaiserliche Hoheit die Frau Großherzogin Marie von Mecklenburg-Strelitz und Herzogin Caroline von Mecklenburg-Strelitz |      | Karl von Hess                                                        |
| 22. Juli 1871                          | 3529      | Alexandra von Dänemark, Gemahlin des Prince of Wales Eduard VII. (unter dem Pseudonym „Baronin Renfrew“) mit fünf Kindern, General Sir William Knollys |      | Hotel Kaiser                                                         |
| 8. August 1871                         | 4347      | Herr Graf Kronborg mit Gemahlin Baronesse Danneskjold-Samsoe |      | Hotel Kaiser                                                         |
| 6. Juli 1871                           | 3175      | Fürst Nicolaus von Gagarin |      | Hotel Victoria                                                       |
| 23. Juli 1872                          | 4170      | Seine königliche Hoheit Herzog Max Emanuel in Bayern |      | Hotel Kaiser                                                         |
| 23. Juli 1872                          | 4171      | Ihre königlichen Hoheiten Prinz und Prinzessin Philipp von Sachsen-Coburg und Gotha Ihre königliche Hoheit die Prinzessin Amalie von Sachsen-Coburg und Gotha |      | Hotel Kaiser                                                         |
| 23. Juli 1872                          | 4172      | Ihre königliche Hoheit Ludwig Prinz von Sachsen-Coburg und Gotha |      | Hotel Kaiser                                                         |
| 20. Juni 1876                          | 1779      | Frau Herzogin de Castro mit Herrn Graf de la Tour en Voivre und Fräulein McShane |      | Hotel Kaiser                                                         |
| 2. Juli 1876                           | 2348      | Seine Exzellenz Herr Graf Maximilian Coudenhove |      | Hotel Kaiser                                                         |
| 30. Juli 1876                          | 4096      | König beider Sizilien Franz II. mit Gemahlin Königin beider Sizilien Marie (unter dem Pseudonym „Herr Graf und Frau Gräfin Trani“) |      | Hotel Kaiser                                                         |
| 14. Mai 1878                           | 219       | Ihre königliche Hoheit Elisabeth von Sachsen-Altenburg (unter dem Pseudonym „Gräfin Rastede“) |      | Hotel Kaiser                                                         |
| 1880                                   | 1842      | Ihre königliche Hoheit Großherzogin von Mecklenburg-Strelitz Augusta Karoline von Cambridge (unter dem Pseudonym „Gräfin von Schwerin“) |      | Hotel Kaiserhof                                                      |
| 2. August 1888                         | 6349      | Seine Durchlaucht Fürst Günther von Schwarzburg-Rudolstadt |      | Kaiserhof Victoria                                                   |
| 2. August 1888                         | 6350      | Seine Exzellenz Maximilian Graf Coudenhove |      | Kaiserhof Victoria                                                   |
| 1897                                   | 8661      | Fürstin von Troubetskoy |      | Kaiserhof Victoria                                                   |
| 1. September 1897                      | 10774     | Seine Hoheit der Thakore Saheb von Mori Von Mori mit Herrn Gokal und Kurien |      | Kaiserhof Victoria                                                   |